# 東内原村
東内原村（ひがしうちはらむら）は、和歌山県日高郡にあった村。現在の日高町の東端、紀勢本線・紀伊内原駅の周辺から北方一帯および御坊市荊木にあたる。

## 地理
- 山岳：小城山、薬師谷山
- 河川：西川

## 歴史
- 1889年（明治22年）4月1日 - 町村制の施行により、萩原村・荊木村・原谷村の区域をもって発足。
- 1941年（昭和16年）8月1日 - 西内原村と合併して内原村が発足。同日東内原村廃止。

## 交通

### 鉄道路線
- 鉄道省
  - 紀勢西線（現・紀勢本線）
    - 紀伊内原駅